# SpaceX Starbase
Starbase là một sân bay vũ trụ, cơ sở sản xuất và phát triển tên lửa Starship, đặt tại Boca Chica, Texas, Hoa Kỳ. Nó được xây dựng vào cuối những năm 2010 và 2020 bởi SpaceX, một nhà sản xuất hàng không vũ trụ của Mỹ.
Từ năm 2012 đến 2014, SpaceX đã xem xét bảy địa điểm tiềm năng trên khắp Hoa Kỳ cho cơ sở phóng thương mại mới. Nói chung, đối với các vụ phóng vào quỹ đạo, một địa điểm lý tưởng là có đường bay phía trên mặt nước để đảm bảo an toàn và nằm càng gần xích đạo càng tốt để tận dụng tốc độ quay của Trái Đất. Trong phần lớn thời gian này, một lô đất tiếp giáp với Bãi biển Boca Chica gần Brownsville, Texas, là địa điểm hàng đầu, trong khi Cục Hàng không Liên bang Hoa Kỳ (FAA) đang tiến hành đánh giá tác động môi trường sâu rộng về việc sử dụng Texas làm địa điểm phóng. Cũng trong thời gian này, SpaceX bắt đầu mua khoảng 41 mẫu Anh (170.000 m2) đất và cho thuê 57 mẫu Anh (230.000 m2) đất vào tháng 7 năm 2014. Vào tháng 8 năm 2014, SpaceX thông báo rằng họ đã chọn địa điểm gần Brownsville làm địa điểm cho bãi phóng phi chính phủ mới, sau khi hoàn thành đánh giá tác động môi trường cuối cùng và các thỏa thuận về môi trường được thực hiện vào tháng 7 năm 2014.